# Andrés Mellado Fernández
Andrés Mellado Fernández (Màlaga, Andalusia, 1846 — Biarritz, Iparralde, 30 d'agost de 1913) va ser un advocat, periodista i polític espanyol ministre d'Instrucció Pública i Belles arts durant el regnat d'Alfons XIII.

## Biografia
Membre del Partit Liberal Fusionista va iniciar la seva carrera política com a diputat en representació de Puerto Rico en 1881, escó que obtindria novament en la legislatura de 1884. A partir de llavors, i fins a 1899, aconseguiria un escó per Màlaga sent a més senador per Cuba en 1898.
Va ser nomenat ministre d'Instrucció Pública i Belles Arts al govern que, entre el 23 de juny de 1903 i el 31 d'octubre de 1905, va presidir Eugenio Montero Ríos.
Director d'El Imparcial va ser també alcalde de Madrid entre 1889 i 1890 i Governador del Banc d'Espanya entre juny i desembre de 1902.
Un carrer de Madrid del districte de Chamberí porta el seu nom.